# Priso Yaya
Carl Priso Yaya es un futbolista profesional nacido en Camerún  el 10 de julio de 1979. Actualmente juega en el Trelissac de la quinta división francesa. 
Su carrera profesional empezó en Francia en el Poissy, al acabar su carrera en ese equipo fue a un equipo parisino, el Estrella Roja 93, más tarde, a un equipo de la liga regional alemana, el Chemnitz en julio de 2004, después fue a jugar a Italia, al Magna Grecia, en febrero de 2005.
Leroy Rosenior, lo fichó gratuitamente al Torquay United en agosto de 2005, al mismo tiempo que otros dos jugadores franceses, Morike Sako y Mamadoli Sow. En este equipo debutó en la dolorosa derrota recibida ante el Mansfield Town, en este equipo metió sus dos primeros goles como profesional, aunque este hecho no le valió al mánager Rosenior para ponerlo en la lista de transferibles.
En octubre de 2007, Carl, jugó en el Crawley Town y ganó la Copa Senior Sussex, después estuvo en el Shrewsbury Town y en el Oxford United.